# Франкофони
Франкофо́ни (грец. франкос — «франкський» і фонос — «звук») в широкому сенсі франкомовне населення планети, тобто, населення таких країн як Франція, Бельгія, Швейцарія, Конго і багатьох інших, що входять в так звану Франкофонію, що є результатом 4-вікової французької колонізації.

## Канадський контекст
У вужчому контексті канадського суспільства вживається як демографічний термін для позначення франкомовних жителів країни, що становлять 23,7 % населення країни (перепис 2001) на противагу англомовним (англофони, 59,2 %) або іншомовним (аллофони, 17,1 %) громадянам. Термін широко вживається в обох офіційних мовах Канади, і особливо часто у французькій мові по всьому світу (наприклад, «hollandophone», «lusophone» і т. д.).